# Албакора
Албакора — гігантське нафтогазове родовище в Бразилії. Розташоване на шельфі у нафтогазоносному басейні Кампус.

## Характеристика
Основні пастки пов'язані з турбідітними пісками шельфового генезису.
Видобувні запаси у 1997 році оцінювались у 706 млн барелів нафти та 14 млрд.м3 газу. Крім того, поряд розташоване родовище Албакора-Схід, запаси якого у 2006 році оцінювались у 534 млн барелів нафти та 5 млрд.м3 газу (разом 567 млн барелів нафтового еквівалента, в тому числі 409 млн барелів за категорією підтверджених).